# Opálény Mihály
Opálény Mihály (Budapest, 1944. február 29. – Budapest, 1986. május 14.) katolikus lelkipásztor, hittanár.

## Életpályája
Iskoláit a  Színyei Merse Pál Általános Iskolában kezdte, majd a piaristáknál folytatta. 
Nagyon tehetséges volt matematikából, a versenyeken gyakran volt az első tíz között. A Középiskolai Matematikai Lapok pontversenyén az 1960-1961. tanévben holtversenyben 3-4. díjat nyert.

Az Országos Matematikai Tanulmányi versenyen elért I. dicsérettel 1962-ben a legjobb 9 között volt, 5 későbbi matematika, ill. fizika professzorral holtversenyben. (A 4-9. helyezetteket nem állították sorrendbe.)

1958 és 1962 között 47 feladatra küldött be jó megoldást a KöMal-nak.
Valószínűleg felvették volna bármelyik egyetemre, de ő a papságot választotta.
Teológiai tanulmányait Budapesten, a Hittudományi Akadémián végezte. Esztergomban szentelték pappá 1967-ben. Ekkor még a Hittudományi Akadémia VI. éves hallgatója volt, és egyúttal kisegítő lelkész Budapesten. 1968-tól káplán Szentendrén.
1972 és 1981 között káplán a Szent Család plébánián. 1981-ben hittanárrá nevezték ki a budapesti a Patrona Hungariae Leánygimnáziumba. Tanársága mellett énekkart szervezett, amellyel többször felléptek Budapest plébániáin. 
„Pap volt! Igazi lelkipásztor, tisztaszívű, áldozatkész, aki életének igazi értelmét látta a szolgálatban. Mindenkinek mindene akart és tudott lenni. Nem volt kérés, amelyet ő, ha lehetséges, ne teljesített volna. Javította a templom tetejét, szerelte a villanyt, sok gyermekes családoknak lakást alakított át, nyaralót épített, bútorokat szállított a rászorulóknak. Erején felül végezte a szeretet-szolgálatot életének minden napján. Szerették a fiatalok, szerették az öregek, mert rövid élete egyetlen ajándékozás volt.” 
Tarjányi Béla (szerk.): "Mindenkinek mindene lettem.", Emlékeink Mihály atyáról
A hittant új módszerekkel tanította. Fáradhatatlanul foglalkozott a fiatalokkal, minden munkát önkéntesen is elvállalt, amellyel segíthetett. Soha sem panaszkodott a nehézségekre. 
Laurea dolgozatát, A tanúságtétel, mint az Egyház ismertetőjegye címmel, a Római Katolikus Központi Hittudományi Akadémián nyújtotta be 1968-ban.  A Balázs Károllyal összeállított Újszövetségi Szövegmutató Szótár – Konkordancia (amely bibliai szóelőfordulás-jegyzék) 1987-ben jelent meg a Pázmány Péter Római Katolikus Hittudományi Akadémia kiadványaként, 1999-ben pedig a Szent Jeromos Bibliatársulat gondozásában.
Egyike volt a Nagymaroson 1971-től évente kétszer megszervezett katolikus ifjúsági találkozók szervezőinek. 
A reáliákhoz való vonzódása később sem szűnt meg. 1980-ban szabadalmi kérést adott be  egy mágneses játékra, amely „olyan  egyéni  és  közösségi szórakozásra is alkalmas ügyességi játék, amely az Archimédes törvénye alapján lebegtethető vas vagy  mágneses  testeket  és  a  mágneses  vonzást  használja  fel.”
Hosszas betegség után hunyt el 1986-ben. Az Újpest-Megyeri temetőben nyugszik.